# Boogaloo (genere musicale)
Il boogaloo o bugalú (detto anche: shing-a-ling, boogaloo latino, R&B latino) è un genere di musica latina e di danza popolare negli Stati Uniti negli anni '60. Il Boogaloo nacque a New York, principalmente tra gli adolescenti latini. Lo stile era una fusione tra il popolare rhythm and blues (R&B) e la musica soul afroamericani con il mambo e il son montuno, con canzoni sia in inglese che in spagnolo. Il programma televisivo American Bandstand fece conoscere la danza e la musica al pubblico americano tradizionale.
Ad eccezione del nome, la danza non è correlata al boogaloo elettrico, uno stile di danza sviluppato decenni dopo sotto l'influenza della musica funk e della danza hip hop.

## Storia
Negli anni '50 e '60 gli afroamericani negli Stati Uniti ascoltavano vari stili musicali, tra cui jump blues, R&B e doo-wop. I Latini di New York condividevano questi gusti, ma ascoltavano anche generi come il mambo o il cha cha chá. C'era una mescolanza di portoricani, cubani e afroamericani e altri nei club, le cui jazz band cercavano di trovare un terreno musicale comune. Il Boogaloo era il risultato di questa ricerca, un matrimonio di molti stili tra cui il son montuno cubano, il guaguancó, la guajira, la guaracha, il mambo e l'R&B e il soul.
Il Boogaloo è stato definito "il più grande potenziale che i ritmi cubani hanno dovuto davvero attraversare in termini di musica" (Izzy Sanabria). Stili come doo wop hanno lasciato un'influenza considerevole, attraverso Tony Pabón (della Pete Rodríguez Band), Bobby Marín, King Nando, Johnny Colón e i suoi cantanti Tony Rojas e Tito Ramos.
Anche se il boogaloo non divenne popolare per tutta la nazione fino a più tardi nel decennio, due primi successi della Top 20 arrivarono nel 1963: la versione cover di Mongo Santamaría di Watermelon Man di Herbie Hancock e di El Watusi di Ray Barretto. Ispirati da questi due successi, un certo numero di gruppi iniziò a imitare i loro ritmi contagiosi (che erano R&B latinizzati), ritmi di conga intensi e nuovi testi arguti. Il boogaloo era l'unico ritmo in stile cubano che acquisiva testi in inglese, alcune volte. Anche importanti orchestre di influenza cubana registrarono boogaloo occasionali, tra questi Pérez Prado, Tito Rodríguez e Tito Puente. La maggior parte degli altri gruppi erano giovani musicisti, alcuni erano adolescenti: i Latin Souls, i Lat-Teens, i Pucho e i suoi Latin Soul Brothers, Joe Bataan e i Latinaires.
L'uso del termine boogaloo in riferimento a uno stile musicale fu coniato probabilmente nel 1966 da Richie Ray e Bobby Cruz. Il più grande successo boogaloo degli anni '60 fu Bang Bang del Joe Cuba Sextet, che vendette oltre un milione di copie nel 1966. El Pito fu un altro successo di questo popolare gruppo. Tra i successi di altri gruppi ci sono Boogaloo Blues di Johnny Colón, I Like It Like That di Pete Rodríguez, e At the Party di Héctor Rivera.
Lo stesso anno del successo pop di Joe Cuba, nel 1966, vide la chiusura del Palladium Ballroom di New York City, quando la sede, la sede del mambo della big band per anni, perse la licenza per i liquori. La chiusura segnò la fine del mambo popolare e il boogaloo dominò le classifiche latine per diversi anni prima che la salsa iniziasse a prendere il sopravvento. Allo stesso tempo molte altre invenzioni ritmiche stavano facendo il giro: il dengue, la jala-jala e lo shing-a-ling erano tutti derivati del Mambo e del Cha cha cha.
La vecchia generazione di musicisti latini fu accusata di usare la loro influenza per reprimere il movimento giovanile, per ragioni commerciali. C'era sicuramente pressione sugli agenti di prenotazione da parte delle band affermate. La mania era per lo più finita nel 1970, forse a causa dell'ostilità delle band affermate e dei principali agenti di prenotazione; la ragione è incerta. Quasi tutti i maggiori e minori artisti di danza latina dell'epoca avevano registrato almeno qualche boogaloo nei loro album. Era stato un intenso, seppure breve, movimento musicale, e la musica è ancora molto apprezzata oggi.
Le band di boogaloo latino erano per la maggior parte guidate da musicisti giovani, a volte anche adolescenti della comunità portoricana di New York. Tra questi c'erano, ma non erano limitati a loro, Bataan, Cuba, Bobby Valentín, The Latin Souls, The Lat-Teens, Johnny Colón, Willie Colón e I Latinaires. In quanto tale il boogaloo latino può essere visto come "la prima musica Nuyoricana" (René López), ed è stato definito "il più grande potenziale che (i latini) hanno dovuto davvero attraversare in termini di musica" (Izzy Sanabria). Tuttavia, anche musicisti e compositori latinoamericani diedero un grande contributo a al doo-wop.
Il boogaloo latino si diffuse anche in tutto il mondo della musica latina, specialmente a Porto Rico, dove il gruppo El Gran Combo pubblicò molti boogaloo. Anche i luoghi della musica latina in Perù, Colombia, Panama e altrove abbracciarono il boogaloo. Sebbene la mania della danza sia durata solo fino al 1968/69, il boogaloo latino era abbastanza popolare, tanto che quasi tutti i maggiori e minori artisti di danza latina dell'epoca registravano almeno alcuni boogaloo nei loro album. Ciò comprendeva boogaloo da parte di veterani di lunga data, musicisti dell'era mambo come Eddie Palmieri e il suo Ay Que Rico o Hit the Bongo di Tito Puente.
Il boogaloo tramontò dalla popolarità verso la fine del 1969.p168 Ciò che causò la fine piuttosto rapida del regno del boogaloo è in dubbio. Secondo diverse fonti, artisti di musica latina gelosi più anziani si esibirono con etichette discografiche (in particolare, Fania Records), radio DJ e promotori di sale da ballo per mettere nella lista nera le band di boogaloo nei locali e alla radio. Questo scenario viene esplorato nel film We Like It Like That del 2016, un documentario sulla storia del boogaloo latino. Esiste un'altra alternativa: era una moda che aveva esaurito la sua carica.p168 La sua scomparsa permise ai musicisti più anziani di tornare sulla scena di New York. L'esplosivo successo della salsa nei primi anni '70 vide il ritorno di giganti come Puente ed i Palmieri Brothers, mentre la maggior parte dei gruppi di boogaloo latini cessarono l'attività (Joe Bataan e Willie Colón sono due notevoli eccezioni).
A Cali, in Colombia, boogaloo, salsa e pachanga sono suonati dai disc jockey nelle stazioni radio FM e AM e nelle discoteche. I Caleños preferiscono il loro boogaloo accelerato, da 33 a 45 giri, per andare incontro allo stile di danza veloce della città. Negli ultimi anni la rinascita della popolarità del boogaloo classico ha portato alla formazione di gruppi di revival del boogaloo, come i Boogaloo Assassins di Los Angeles, gli Spanglish Fly e Ray Lugo & The Boogaloo Destroyers di New York. Il 2014 ha visto la pubblicazione del secondo album in studio Que Chevere! di Ray Lugo & The Boogaloo Destroyer, acclamato dalla critica, che permise alla band di portare il suo sound boogaloo classico al pubblico in prestigiosi festival musicali nordamericani ed europei, culminando in uno spettacolo al Lincoln Center di New York nell'estate del 2015, dove il gruppo si esibì dal vivo con i pionieri del boogaloo Pete Rodriguez, Richie Ray e Joe Bataan. Quell'anno vide anche l'uscita del New York Boogaloo di Spanglish Fly, forse il miglior esempio della rinascita del boogaloo e del suo mix di musicisti retrò e lungimiranti. Nel 2018 la band si unì a Bataan, in una collaborazione tra la nuova e la vecchia scuola, per pubblicare New York Rules, primo singolo dell'album Ay Que Boogaloo.